# ناوبری همگرایانه

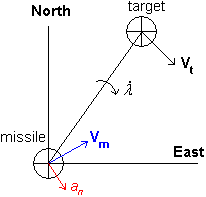
برای نمونه اگر خط دید به آرامی از شمال به شرق بچرخد، موشک باید با ضریب خاصی سریعتر از سرعت LOS به سمت راست بچرخد. این عامل N نام دارد.

یک موشک (آبی) یک هدف (قرمز) را با ثابت نگه داشتن هدف (سبز) رهگیری می‌کند.

ناوبری همگرایانه یا ناوبری متناسب (به انگلیسی: Proportional navigation) شیوهٔ هدایت، ناوبری و کنترل است که به شکلی توسط بیشتر سامانه‌های هدف‌گیری موشک‌ها صورت می‌گیرد. ناوبری همگرایانه بر این واقعیت بنا شده است که همان‌طور که دو خودرو به هم نزدیک می‌شوند اگر خط دید آنها تغییر نکند در مسیر برخورد با هم هستند.
{\displaystyle a_{n}=N{\dot {\lambda }}V}
که در آن {\displaystyle a_{n}} شتاب عمود بر بردار سرعت آنی موشک است، {\displaystyle N} ثابت تناسب است که معمولاً دارای یک مقدار صحیح ۳–۵ (بدون بعد) است. {\displaystyle {\dot {\lambda }}} سرعت خط دید است و V شتاب بسته شدن است.
از آنجایی که خط دید به‌طور کلی با بردار سرعت موشک هم خط نیست، شتاب اعمال شده لزوماً انرژی جنبشی موشک را حفظ نمی‌کند. در عمل، در صورت عدم وجود قابلیت دریچه گاز موتور، این نوع کنترل ممکن است امکان‌پذیر نباشد.
ناوبری همگرایانه را می‌توان با استفاده از شتاب نرمال به اختلاف سرعت لحظه‌ای نیز به دست آورد:
{\displaystyle {\vec {a}}=N{\vec {V}}_{r}\times {\vec {\Omega }}}
جایی که {\displaystyle \Omega } سرعت زاویه‌ای خط دید است:
{\displaystyle {\vec {\Omega }}={\frac {{\vec {R}}\times {\vec {V}}_{r}}{{\vec {R}}\cdot {\vec {R}}}}}
و {\displaystyle {\vec {V}}_{r}={\vec {V}}_{t}-{\vec {V}}_{m}} سرعت هدف نسبت به موشک است و {\displaystyle {\vec {R}}={\vec {R}}_{t}-{\vec {R}}_{m}} برد از موشک تا هدف است. این شتاب به‌طور واضح به بردار اختلاف سرعت بستگی دارد، که ممکن است در عمل به دست آوردن آن دشوار باشد. در مقابل، در فرمول بعدی، وابستگی فقط به تغییر خط دید و بزرگی سرعت بسته شدن است. اگر شتاب نرمال به خط دید آنی مورد نظر باشد (مانند توضیحات اولیه)، عبارت زیر معتبر است:
{\displaystyle {\vec {a}}=-N|{\vec {V}}_{r}|{\frac {\vec {R}}{|{\vec {R}}|}}\times {\vec {\Omega }}}
در صورت نیاز به کنترل صرفه جویی در انرژی (همان‌طور که فقط از سطوح کنترلی استفاده می‌شود)، می‌توان از شتاب زیر که متعامد به سرعت موشک است استفاده کرد:
{\displaystyle {\vec {a}}=-N|{\vec {V}}_{r}|{\frac {{\vec {V}}_{m}}{|{\vec {V}}_{m}|}}\times {\vec {\Omega }}}
یک اجرای سخت‌افزاری نسبتاً ابتدایی از این قانون هدایت را می‌توان در موشک‌های اولیه ایم-۹ سایدوایندر یافت. این موشک‌ها از یک آینه سهموی با چرخش سریع به عنوان جستجوگر استفاده می‌کنند. الکترونیک ساده خطای جهتی را که جستجوگر با هدف خود دارد (منبع فروسرخ) تشخیص می‌دهد و یک لحظه روی این آینه گیره‌دار اعمال می‌کند تا آن را به سمت هدف نگه دارد. از آنجایی که آینه در واقع یک ژیروسکوپ است، بدون توجه به حرکات موشک، در صورت اعمال هیچ نیروی خارجی یا لحظه ای، به همان جهت اشاره می‌کند. ولتاژ اعمال شده به آینه در حالی که روی هدف قفل شده است، سپس برای منحرف کردن سطوح کنترلی که موشک را هدایت می‌کنند، استفاده می‌شود (اگرچه تقویت می‌شود)، در نتیجه چرخش بردار سرعت موشک با چرخش خط دید متناسب می‌شود. اگرچه این منجر به نرخ چرخشی نمی‌شود که همیشه دقیقاً متناسب با نرخ LOS باشد (که به سرعت هوایی ثابت نیاز دارد)، این پیاده‌سازی به همان اندازه مؤثر است.
اساس ناوبری همگرایانه برای اولین بار در دریا کشف شد و توسط دریانوردان در کشتی‌ها برای جلوگیری از برخورد مورد استفاده قرار گرفت. این مفهوم که معمولاً به عنوان محدوده کاهش بار ثابت (CBDR) نامیده می‌شود، همچنان برای افسران (شخصی که هدایت کشتی را در هر نقطه از زمان کنترل دارد) بسیار مفید است زیرا CBDR در صورت انجام عمل منجر به برخورد یا نزدیک به فقدان می‌شود. توسط یکی از دو کشتی درگیر گرفته نشده است. صرفاً تغییر مسیر تا زمانی که تغییری در بلبرینگ (به‌دست‌آمده از رویت قطب‌نما) رخ دهد، اطمینانی از اجتناب از برخورد را فراهم می‌کند، که بدیهی است که اشتباه نیست: افسر کشتی که تغییر مسیر را انجام داده است باید به‌طور مداوم بر بلبرینگ نظارت داشته باشد تا مبادا کشتی دیگر این کار را انجام دهد. یکسان. تغییر مسیر قابل توجه، به جای یک تغییر متوسط، محتاطانه است. مقررات بین‌المللی برای جلوگیری از برخورد در دریا تعیین می‌کند که کدام کشتی باید مسیر خود را بدهد، اما آنها، البته، هیچ تضمینی برای انجام اقدام توسط آن کشتی ارائه نمی‌دهند.

## کتابشناسی
- یانوشفسکی، رافائل. هدایت موشکی مدرن CRC Press، ۲۰۰۷.شابک ‎۹۷۸–۱۴۲۰۰۶۲۲۶۷.